# Никола Ђорђевић
Никола Ђорђевић (Панчево, 26. децембар 1994) је наставник стручних предмета у Електротехничкој школи „Никола Тесла” Панчево, оснивач удружења „Веште руке” и удружења „Пансеј”.

## Биографија

### Образовање
Рођен је 26. децембра 1994. у Панчеву, где је завршио Основну школу „Мирослав Мика Антић” 2008. и Електротехничку школу „Никола Тесла”, смер електротехничар телекомуникација – оглед, као ученик генерације 2013. Током школовања освојио је четврто место на републичком тамкичењу у математици. Школу је представљао и на такмичењима стрељаштва. Био је полазник Истраживачке станице Петница и Регионалног центра за таленте „Михајло Пупин”.
Саобраћајни факултет Универзитет у Београду, смер Телекомуникациони саобраћај и мреже, уписао је 2013. године. Аутор је студентских радова Примена ГИС-а на територији града Панчева 2015. и Примена ГИС-а у вредновању кључних индикатора ефикасности града Панчева кроз концепт паметног града 2017.
Похађао је Акредитован серијал вебинара из области медијске писмености и критичког мишљења 2021, обуке „Етика и интегритета”, „Безбедно коришћење дигиталне технологије – превенција дигиталног насиља”, „Дигитална учионица/дигитално компетентан наставник – увођење електронских уџбеника и дигиталних образовних материјала” и „Пројектна настава у савременом технолошком окружењу” 2022. и програм обуке наставника за реализацију наставе оријентисане ка исходима учења 2023.
Учествовао је на међународној конференцији „Покретачи промена: нове улоге у образовању” Фондације „Образовање за Србију” 9. фебруара, конференцији „За боље образовање – школа у којој ми је добро” 14. октобра и 11. Euroguidance конференцији „Каријерно вођење и саветовање у Републици Србији и Европи” Фондације Темпус 25. октобра 2023.

### Радно искуство
Године 2011. је, као волонтер, објавио први 3Д модел у програму Google Earth. До 2013. је у програму SketchUp направио на десетине 3Д модела објеката у Панчеву. Паралелно са 3Д моделовањем, започео је уређивање Google Mapsа. Од 2017. уређује и Yandex.Navigator.
Радио је у Нафтној индустрији Србије 2016. и Градској управи града Панчева 2017. као практикант на стручној студентској пракси. У Едукативном центру Procoding је радио као предавач на курсевима за децу – Скреч, Пајтон и Ардуино 2019—2020. Након тога је радио на развоју веб сајтова за кориснике различитих профила.
Од 2020. године ради у Електротехничкој школи „Никола Тесла” као наставник стручних предмета. Ученицима другог разреда смера Техничар телекомуникационих технологија предаје Основе рачунарских мрежа, ученицима трећег разреда смера Техничар телекомуникационих технологија предмет Приступне мреже и технологије и ученицима четвртог разреда смера Електротехничар телекомуникација предмете Рачунарска мрежа и Приступне мреже и уређаји.
Помоћник је администратора школског сајта. Био је вођа тима на Сајму образовања у Техничкој школи „23. мај” Панчево 2022―2023. и 2023—2024, као и предавач на радионици „Електроника и програмирање” у оквиру Европске недеље програмирања 19. октобра 2024. Покретач је Информатичке секције у школи.

### Чланства и иницијативе
Члан и један од оснивача је Удружења „Веште руке” Панчево 2016, чији је циљ да промовише и очува народну културу, традицију и старе занате свих народа који живе у Републици Србији. Био је члан организационог одбора манифестације „Пролећни дани” маја 2024. Учествовао је у реализацији многих активности удружења — радионице, предавања и друго.
Члан, један од оснивача и председник је Удружење „Пансеј” новембра 2018, чији је циљ да унапреди ситуацију у култури, образовању, ИТ, дигитализацији и друго. Координатор је пројеката „Улице Панчева”, „Улице Ковина” и „Улице Србије”. Аутор је виртуелне изложбе „110. рођендан светионика”. Учествовао је у реализацији многих активности удружења — предавања, трибине, анкетирање средњошколаца и друго.
Члан је Менсе од 2021. године. Аутор је курсева „Увод у Пајтон”, „Пајтон задаци”, „Пајтон Tkinter” и „Увод у HTML и CSS”. Говори енглески и немачки језик.